# Tillandsia 'Latas au Pair'
Tillandsia 'Latas au Pair' es un  cultivar híbrido del género Tillandsia perteneciente a la familia  Bromeliaceae.
Es un híbrido creado con las especies Tillandsia flabellata × Tillandsia fasciculata.